# Frederik von And
Frederik von And (1835-1902) er en fiktiv figur fra Anders And-universet. Han er Joakim von Ands far og Anders Ands morfar. Han blev født i 1835 i Glasgow, Skotland. Han var gift med Clementine O'And.
Har hele livet været fabriksarbejder, for det meste i Glasgow i Skotland, hvor Joakim og hans to søstre Andrea og Horsensia voksede op i en fattig familie.
Familien blev i Glasgow indtil Frederik arvede von And klanens slot på Ødelyng Overdrev, hvorefter de flyttede dertil. Han har meget sjældent optrådt sammen med Joakim, kun i de historier hvor Joakim var en lille ælling, samt i enkelte historier om Joakims liv. Hvis man skal tro tegneren Don Rosa, så døde han i 1902 i en alder af 67 år.